# 年佳薹草
年佳薹草（学名：Carex delavayi）为莎草科薹草属的植物，为中国的特有植物。分布于中国大陆的四川西南部、云南西北部等地，生长于海拔1,800米至3,700米的地区，多生长在高山灌丛草甸以及次生杂木林下沟边草地，目前尚未由人工引种栽培。